# Torsten Ralf
Torsten Ralf (2. ledna 1901 Malmö – 27. dubna 1954 Stockholm) byl švédský operní tenor, spojovaný hlavně s wagnerovskými rolemi, jeden z předních dramatických tenorů meziválečného období.

## Život a kariéra
Ralf započal svá vokální studia ve Stockholmu u Haldise Ingebjarta a Johna Forsella, a později pokračoval v Berlíně u Herthy Dehmlow. Debutoval roku 1930 jako Cavaradossi ve Štětíně. Po angažmá v Chemnitzu (1931–1933) a Frankfurtu (1933–1935), účinkoval v Staatsoper Dresden (1935). Pravidelně se také objevoval v mnichovské Státní opeře a Vídeňské opeře, v rolích Florestana, Tannhäusera, Lohengrina, Stolzinga, Siegmunda, Tristana, Parsifala, Bacchuse, ale také Radamese a Otella.
Byl prvním Apollonem v opeře Daphne roce 1938.
Roku 1952 obdržel titul Dvorního švédského operního zpěváka. Ralf zemřel neočekávaně ve věku 53 let, ale jeho hlas se zachoval na několika nahrávkách.